# Nikki Todd
Pour les articles homonymes, voir Todd.
Nikki Todd , née le 7 juillet 1990 à Regina, est une joueuse professionnelle de squash représentant le Canada. Elle atteint le 49e rang mondial en avril 2018, son meilleur classement.
Elle gagne une médaille d'argent par équipes aux Jeux panaméricains de 2014 et 2018. 

## Biographie
Son père pratiquant lui même l'initie très tôt au jeu mais après avoir pratiqué beaucoup de sports, c'est à l'âge de 14 ans qu'elle pratique sérieusement imitant son frère qui jouait au niveau national.
Elle participe aux championnats du monde féminin 2018-2019 s'inclinant au premier tour face à Annie Au.